# Puipullín
Puipullín es una localidad española perteneciente al municipio de Loscorrales, en la Hoya de Huesca, provincia de Huesca (Aragón).